# Savigné-sur-Lathan
Savigné-sur-Lathan település Franciaországban, Indre-et-Loire megyében. Lakosainak száma 1314 fő (2022. január 1.). Savigné-sur-Lathan Avrillé-les-Ponceaux, Channay-sur-Lathan, Cléré-les-Pins, Courcelles-de-Touraine és Hommes községekkel határos.

## Népesség
A település népessége az elmúlt években az alábbi módon változott:
| Lakosok száma | 926  | 938  | 1033 | 1262 | 1363 | 1365 | 1349 | 1342 | 1328 | 1314 |
|               | 1968 | 1982 | 1990 | 2006 | 2013 | 2015 | 2017 | 2019 | 2020 | 2022 |